# No. 74 Squadron
No. 74 Squadron war eine Einheit der Royal Air Force.

## Geschichte

### Erster Weltkrieg
Die Heeres-Luftwaffe Royal Flying Corps stellte das No. 74 Squadron am 1. Juli 1917 in London Colney auf. Nach einer sechsmonatigen Anfangsschulung auf Avro 504K erfolgte die Einweisung auf das Jagdflugzeug Royal Aircraft Factory S.E. 5A. Im März 1918 erfolgte die Verlegung nach Frankreich. Die Einheit blieb bis zum Februar 1919 in Frankreich. Nach der Rückkehr nach Großbritannien wurde sie am 3. Juli 1919 aufgelöst.

### Zwischen den Kriegen
Am 3. September 1935 wurde das Squadron wieder aufgestellt, um von Malta aus zu operieren.
Zehn Monate später erfolgte die Rückkehr der mit Hawker Demon ausgerüstete Einheit nach Großbritannien. Im April 1937 erhielt die Einheit neue Flugzeuge vom Typ Gloster Gauntlet. Im Februar 1939 wurden sie durch Supermarine Spitfire Mk. I ersetzt.

### Zweiter Weltkrieg
Nach Ausbruch des Zweiten Weltkriegs übernahm das Squadron Patrouillenflüge über Großbritannien. Der erste größere Einsatz erfolgte bei der Evakuierung von Dünkirchen. Bei der Luftschlacht um England war das Squadron der No. 12 Group unterstellt. Im April 1942 wurde die Einheit in den Mittleren Osten verlegt. Dort erhielt sie Hawker Hurricanes. Nach sechs Monaten wurden sie wieder durch Spitfires ersetzt.
Die Rückführung der Einheit erfolgte gerade rechtzeitig zur alliierten Landung in der Normandie.

### Nachkriegszeit
Im Mai 1945 begann das Jetzeitalter mit der Gloster Meteor F.3. Diese wurden 1957 durch Hawker Hunter ersetzt. Nach einem Umzug nach Coltishall begann im Juni 1960 die Umrüstung als erste Staffel auf English Electric Lightning. Durch diesen Umstand flog die Staffel Vorführungen bei der Luftfahrtmessen in Farnborough und Paris zur Vorführung gehörte auch das synchrone fliegen einer Rolle aller 9 Flugzeuge der Formation. Die Lightning der verschiedenen Versionen blieben bis zur Auflösung der Staffel am 25. August 1971 in RAF Tengah bei der Far East Air Force. Vom 19. Oktober 1984 bis zum 1. Oktober 1992 wurde das Squadron mit McDonnell Phantom F4J erneut aufgestellt, um am 5. Oktober 1992 in eine Trainingsstaffel mit BAE Hawk umgewandelt zu werden. Die endgültige Auflösung erfolgte am 22. September 2000.